# أشلي هولكومب
أشلي هولكومب (بالإنجليزية: Ashley Holcombe) هي لاعبة كرة لينة أمريكية، ولدت في 20 فبراير 1987 في ريفرديل في الولايات المتحدة.